# Arthur John Arberry
Arthur John Arberry (12 de mayo de 1905, en Portsmouth - 2 de octubre de 1969, en Cambridge ) FBA fue un académico británico, traductor, y estudioso de la literatura árabe, persa y del Islam. Estudió en la Portsmouth Grammar School y en el Pembroke College de Cambridge. Una de sus obras más importantes es la traducción al inglés del Corán, The Koran Interpreted, popular entre académicos de todo el mundo.

## Carrera académica
Arberry se desempeñó como jefe del Departamento de Clásicos de la Universidad de El Cairo en Egipto. Finalmente regresó a casa para convertirse en bibliotecario adjunto en la Oficina de la Biblioteca de la India. Durante la Segunda Guerra Mundial fue censor postal en Liverpool y luego fue destinado al Ministerio de Información, cuya sede estaba en la recién construida Casa del Senado de la Universidad de Londres. Arberry ocupó la cátedra de persa en la Escuela de Estudios Orientales y Africanos SOAS, de la Universidad de Londres, entre 1944 y 1947. Posteriormente se convirtió en profesor de árabe de Sir Thomas Adams en la Universidad de Cambridge y miembro del Pembroke College de Cambridge, su alma mater, desde 1947 hasta su muerte en 1969. Está enterrado en la parroquia de Ascension, Cambridge, junto con su esposa Sarina Simons Arberry (1900-1973). Era rumana de nacimiento; Arberry la conoció por primera vez en El Cairo y se casaron en Cambridge en 1932.
Arberry también es notable por introducir las obras de Rumi en Europa a través de sus traducciones selectivas y por traducir la importante antología de poesía árabe andaluza medieval Los banderines de los campeones y los estandartes de los distinguidos y de El collar de la paloma de Ibn Hazm. Su interpretación de los escritos de Muhammad Iqbal, editada por Badiozzaman Forouzanfar, es igualmente distinguida. 
Arberry también presentó a una audiencia de habla inglesa la obra del poeta nacional de Malta, Carmelo Psaila, conocido popularmente como Dun Karm, en la antología bilingüe Dun Karm, Poet of Malta .

## Obras
- The Rubai'yat of Jalal Al-Din Rumi: Select Translations Into English Verse (Emery Walker, London, 1949)
- The Rubai'yat of Omar Khayyam. Edited from a Newly Discovered Manuscript Dated 658 (1259–60) in the Possession of A. Chester Beatty Esq. (Emery Walker, London, 1949) — unbeknown to Arberry or Alfred Chester Beatty, the "newly discovered manuscript" was a twentieth-century forgery.[6]
- Sufism: An Account of the Mystics of Islam (London: Allen & Unwin, 1950)
- Avicenna on Theology (London: John Murray, 1951)
- Omar Khayyam. A New Version, Based upon Recent Discoveries  (London: John Murray, 1952) — based upon the Beatty and another forged manuscript[6]
- The Secrets of Selflessness (John Murray, London, 1953)
- Moorish Poetry: A Translation of 'The Pennants', an Anthology Compiled in 1243 by the Andalusian Ibn Sa'id (University Press, Cambridge, 1953),
- The Koran Interpreted (Allen & Unwin, London, 1955)
- The Seven Odes: The First Chapter in Arabic Literature (Allen & Unwin, London, 1955)
- Classical Persian Literature (1958)
- Dun Karm, poet of Malta. Texts chosen and translated by A.J. Arberry; introduction, notes and glossary by P. Grech. Cambridge University Press 1961.
- Muslim Saints and Mystics, A translation of episodes from the 'Tazkirat al-Awliya’ (Memorial of the Saints) originally written by Farid al-Din Attar (Routledge & Kegan Paul, London, 1966)
- Javid Nama (Allen & Unwin, London, 1966)
- Poems of Al-Mutanabbi (University Press, Cambridge, 1967)
- Discourses of Rumi, A translation of Fihi Ma Fihi, (Samuel Weiser, New York, 1972)
- Mystical Poems of Rumi, Translated by A. J. Arberry, (University of Chicago Press, 2009)

## Lectura adicional
- Wickens, GM, "Arberry, Arthur John, 1905-1969", Actas de la Academia Británica 58, 1973